# Kärlek på italienska
Kärlek på italienska (Io sono l'amore) är en italiensk film från 2009, regisserad av Luca Guadagnino.

## Handling
Den rika Recchifamiljen är första och andra generationens textilfabrikörer. Under en formell middag firar patriarken och grundaren Edoardo Sr. (Gabriele Ferzetti) sin födelsedag genom att lämna över företaget till sin son, Tancredi (Pippo Delbono), som länge arbetat vid hans sida, och även till sin sonson Edoardo Jr. (Flavio Parenti), vilket var oväntat. Edoardo Jr. planerar att gifta sig med sin flickvän Eva. 
Tancredis maka, Emma (Tilda Swinton), som är ryska, är rastlös. Hennes andra vuxna barn är sonen Gianluca (Mattia Zaccaro) och dottern Elisabetta (Alba Rohrwacher), som studerar konst i London. 
Senare upptäcker Emma att Elisabetta är lesbisk, men håller detta hemligt för maken. 
Under födelsedagsmiddagen får Edoardo Jr. oväntat besök av kocken Antonio (Edoardo Gabbriellini), som besegrat honom tidigare under dagen. Antonio har med sig en tårta, och Edoardo presenterar honom för sin mor. Emma och Antonio blir attraherade av varandra. Edoardo Jr. och Antonio blir vänner och planerar att starta en restaurang tillsammans. 
Senare äter Emma middag på Antonios restaurang och hennes attraktion för honom växer då hon äter en räkrätt som han tillagar åt henne. Hon reser till Nice och stannar i San Remo där hon vet att hon kan stöta på Antonio. Hon följer med honom till hans hus, som ligger på kullarna över staden, och de inleder sin kärleksaffär. Under en resa till London kämpar Edoardo Jr. mot sin far och andra som vill sälja företaget. Emma reser återigen till San Remo för att umgås med Antonio. Antonio tillreder en rysk soppa, som Emma beskrivit för honom och som hon brukade laga åt Edoardo Jr. då han var liten. Edoardo Jr. inser, då han ser rätten och minns en hårlock han sett i Antonios hus, att hans mor och Antonio har en affär. Han lämnar middagsbordet i vredesmod. Emma försöker tala med honom, men han drar sig undan. Han snubbar, faller och slår huvudet i poolkanten, drabbas av hjärnblödning och dör. 
Efter begravningen försöker Tancredi trösta Emma, men hon berättar att hon är förälskad i Antonio. Tancredi blir rasande. Eduardo Jr:s fästmö är gravid. Under eftertexterna ses Emma och Antonio ligga tillsammans inne i en grotta.

## Mottagande
Kostymdesignern Antonella Cannarozzi nominerades till Oscar för bästa kostym.

## Rollista
- Tilda Swinton som Emma Recchi
- Flavio Parenti som Edoardo Recchi Jr.
- Edoardo Gabbriellini som Antonio Biscaglia
- Alba Rohrwacher som Elisabetta Recchi
- Pippo Delbono som Tancredi Recchi
- Maria Paiato som Ida Roselli
- Diane Fleri som Eva Ugolini
- Waris Ahluwalia som Shai Kubelkian
- Marisa Berenson som Allegra Recchi
- Gabriele Ferzetti som Edoardo Recchi Sr.